# Зенит-В
«Зени́т-В» — малоформатный однообъективный зеркальный фотоаппарат семейства «Зенит», выпускавшийся на Красногорском механическом заводе в общей сложности с 1968 по 1978 год. Основной выпуск продолжался до 1973 года и составил 889 000 экземпляров. После перерыва выпуск возобновлён, и в 1977—1978 годах собрано еще 356 фотоаппаратов. Модель экспортировалась за рубеж под названиями Revueflex-B, Global, Prinzflex-500, Meprozenit-Pro, Kalimar SR-100, Phokina и Cambron-B.
Розничная цена «Зенита-В» с объективом «Гелиос-44-2» составляла 90 рублей, с объективом «Индустар-50-2» — 67 рублей, что на 10 рублей дешевле аналогичных комплектаций «Зенита-Е».

## Технические характеристики
«Зенит-В» считается упрощённым вариантом без экспонометра базовой модели «Зенит-Е». Он постепенно заменил устаревший «Зенит-3М» с «залипающим» зеркалом, снятый с производства в 1970 году.
- Корпус — литой из алюминиевого сплава, с откидной задней стенкой.
- Курковые взвод затвора и перемотка плёнки на шаг кадра.
- Штатный объектив: «Индустар-50-2» 3,5/50 или «Гелиос-44-2» 2/58.
- Тип фокусировочного экрана — матовое стекло. Зеркало постоянного визирования.
- Увеличение окуляра — 5×, съёмное окулярное кольцо, позволявшее устанавливать диоптрийную линзу (от очков) для коррекции зрения фотографа.
- Счётчик кадров с ручной установкой первого кадра.
- Резьба штативного гнезда — 1/4 дюйма.
- Механический автоспуск.

На базе «Зенита-В» выпускался фоторегистратор медицинского назначения «Зенит-ВЭ-2» (1972—1985 годы, 1 506 штук) для съёмки через эндоскоп. Объективы специальной конструкции для эндоскопа или объективом не комплектовался, прилагался адаптер—переходник.
В 1972—1973 году выпускался «Зенит-ВМ» («Зенит-ЕМ» без экспонометра), произведено всего 1 239 экземпляров.